# アンゲル・サリグニ
アンゲル・サリグニ (ルーマニア語: Anghel Saligny、1854年4月19日 - 1925年6月17日) は、ルーマニアの工学者。ドナウ川に架かる、当時ヨーロッパ最長であったアンゲル・サリグニ橋 (1895年) を設計したことで知られる。また、ヨーロッパ最初の鉄筋コンクリート建築の1つである、コンスタンツァ港の貯蔵施設の設計でも有名である。

## 生涯
サリグニは1854年4月19日、テクチ県のセルバネスティ（現在のガラツィ県）に生まれた。父のアルフレッド・サリグニは、フランス系の教育者で、プロイセンからの移民であった。彼は、父親がフォクシャニに設立した全寮制の学校で学び、その後はフォクシャニの高校に進学した後、ドイツのポツダムの学校に通った。ベルリン工科大学では工学を専攻し、ザクセン州のコトブスとフランクフルトを結ぶ鉄道の建設に貢献した。ブカレスト工科学会（現在のブカレスト工科大学の前身）の創設メンバーとなり、公共事業大臣にも任命された。1892年には、ルーマニア・アカデミーのメンバーに選任され、1907年から1910年の間には会長も務めた。
弟のアルフォンス・オスカー・サリグニは、化学者・教育者で、同じくルーマニア・アカデミーのメンバーである。

## 功績

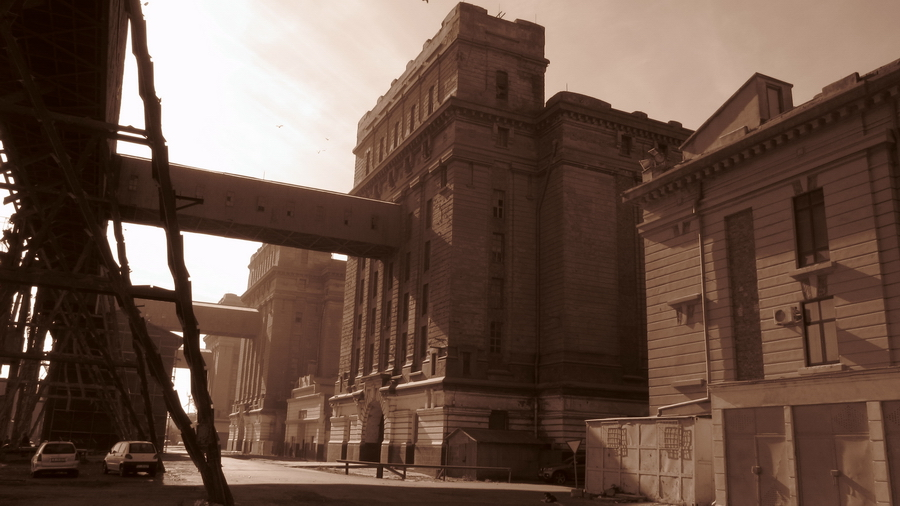
コンスタンツァのサイロ

彼の関わった橋、道路、貯蔵庫、港湾などには新しい技術が投入されており、なかには当時大きな技術的進歩をもたらしたものも存在する。
サリグニの設計したアジュドとトゥルグ・オクナを結ぶ鉄道では、ルーマニア最初の多目的橋（鉄道と高速道路、1881-1882年）が建設された。また、コスメシュティのシレト川に架かる長さ430mの橋など、数多くの鉄橋建設に関わった。
1884年から1889年にかけて、世界初となる鉄筋コンクリート造の貯蔵庫の建設に関わった。この貯蔵庫は、現在はコンスタンツァ、ブライラ、ガラツィに残っている。コンスタンツァ港では、石油輸出のための貯蔵庫と、穀物輸出用の2つのサイロを建設している。

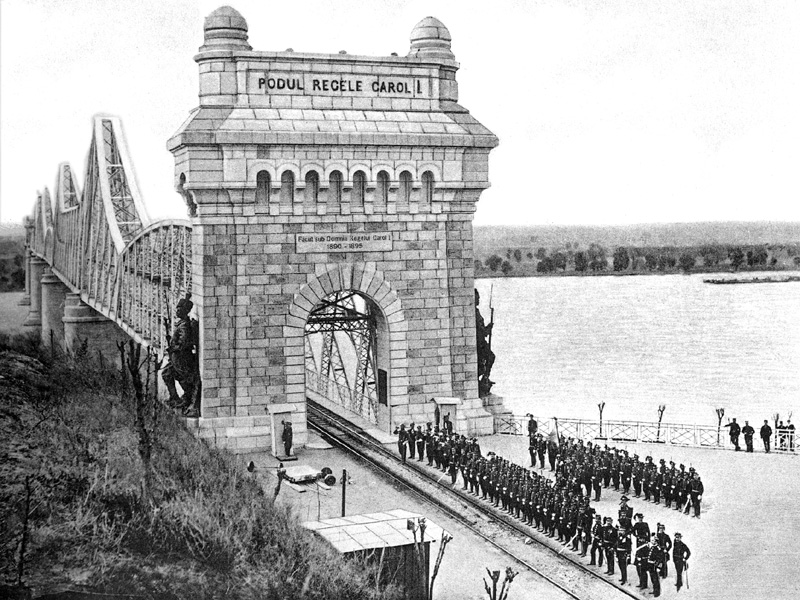
カロル1世橋（アンゲル・サリグニ橋）の除幕式

サリグニの一番の功績とされているのが、チェルナヴォダのドナウ川に架かる、アンゲル・サリグニ橋の設計である。ルーマニア政府はこの場所の橋梁建設に関して公募を行ったが、集まったものはいずれも基準を満たさないことがわかった。そのため、政府は以前の功績も踏まえ、この仕事をサリグニに依頼した。建設は1890年11月26日に開始され、これにはルーマニア王のカロル1世も立ち会った。橋は5つのスパンから構成され、うち4つは140m、中央のものは190mに及ぶ。船が橋の下を航行できるよう、30mの高さが確保されている。開業初日には、時速85kmで走る蒸気機関車によって耐久試験も行われた。チェルナヴォダ側の長さが4,037m、ドナウ川上が1,662m、ボルチャ分流上が920mと、当時ヨーロッパでは最長、世界では2番目の長さを誇った。当時は有名な構造物であり、フランスのガラビ橋やエッフェル塔など、ギュスターヴ・エッフェルと比較して語られた。